# Lamprosema victoriae
Lamprosema victoriae là một loài bướm đêm trong họ Crambidae.